# Head On (Bachman-Turner Overdrive)
| Recensione                        | Giudizio    |
| --------------------------------- | ----------- |
| AllMusic                          | [ 2 ]       |
| Robert Christgau                  | B-          |
| The New Rolling Stone Album Guide | [ 4 ]       |
| Sputnikmusic                      | 3.3 (Great) |
| Dizionario del Pop-Rock           | [ 6 ]       |

Head On è il quinto album in studio del gruppo rock canadese Bachman-Turner Overdrive, pubblicato nel dicembre del 1975.
L'album raggiunse la posizione #23 della Chart di Billboard 200.
Mentre i brani contenuti nell'album e pubblicati anche in formato singolo: Take It Like a Man e Lookin' Out for #1 si piazzarono rispettivamente al #33 e al #65 della classifica Billboard The Hot 100.

## Tracce
Lato A
1. Find Out About Love – 4:40 (Randy Bachman)
2. It's Over – 3:18 (C.F. Turner, Blair Thornton)
3. Average Man – 4:00 (Randy Bachman, Rob Bachman)
4. Woncha Take Me for a While – 5:05 (Randy Bachman, C.F. Turner)
5. Wild Spirit – 2:59 (C.F. Turner, Blair Thornton)

Lato B
1. Take It Like a Man – 3:40 (C.F. Turner, Blair Thornton)
2. Lookin' Out for #1 – 5:20 (Randy Bachman)
3. Away from Home – 4:30 (C.F. Turner)
4. Stay Alive (Mono) – 4:12 (Randy Bachman)

## Formazione

### Gruppo
- Randy Bachman - chitarra, voce
- Blair Thornton - chitarra
- C.F. Turner - basso, voce
- Rob Bachman - batteria, percussioni

### Collaboratori
- Barry Keane - congas
- Little Richard - piano